# Les Murs porteurs (chanson)
Pour les articles homonymes, voir Les Murs porteurs.
Les Murs porteurs est un single de Florent Pagny sorti en 2013 et extrait de l'album Vieillir avec toi. La musique est composée par Calogero et les paroles sont écrites par Christophe Cirillo.

## Classements
| Classement                              | Meilleure position |
| --------------------------------------- | ------------------ |
| Belgique (Wallonie Ultratop 50 Singles) | 25                 |
| France (SNEP)                           | 23                 |